# Poul Jørgensen (maler)
 For alternative betydninger, se Poul Jørgensen. (Se også artikler, som begynder med Poul Jørgensen)
Poul Jørgensen (Poul Christian Jørgensen, 19. oktober 1882 København – 26. maj 1941) var en dansk illustrator og kunstmaler, søn af Restauratør Hans Frederik Jørgensen og Pouline Bolette Nielsen.
Poul Jørgensen har malet oliemalerier og akvareller. Han arbejdede især som dyretegner. Foruden bogillustrationer har han udført en lang række plakater for Zoologisk Have i København. Fra 1903 til slutningen af 1930'erne tegnede han med en fladeorienteret naturalisme alle de sikre attraktioner og flere af de opsigtsvækkende nye dyr, således havens første flodhest i 1905, og den nye generation af giraffer, der i sommeren 1939 blev en publikumsattraktion.
Poul Jørgensen tegnede også en plakat til Cirkus Bech-Olsen i 1910, da Bech-Olsen lejede babyelefanten Kasper fra Zoologisk Have til fremvisning i sin cirkusbygning på Aaboulevard i København.